# 카이로 성채

## 요약

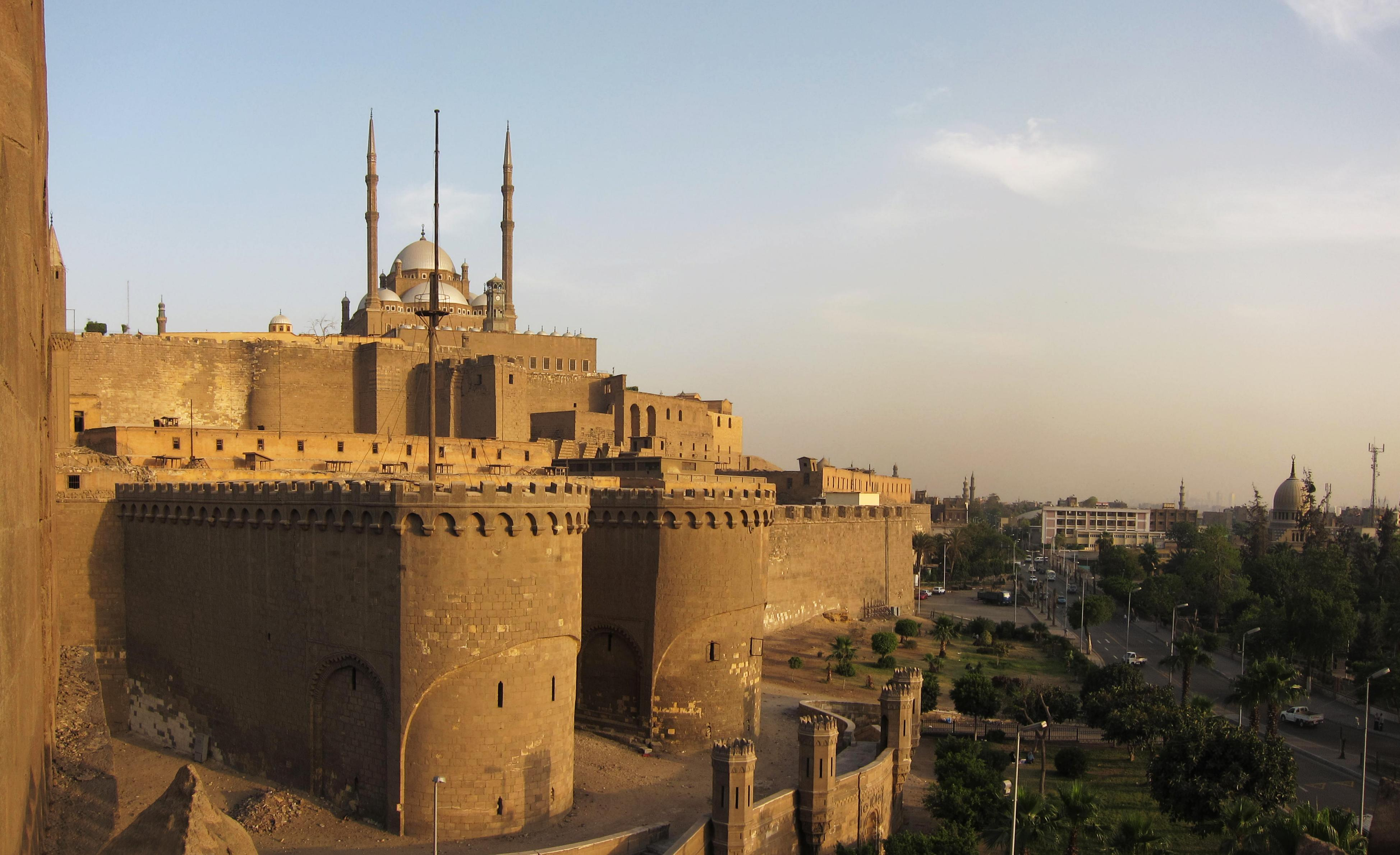
카이로 성채와 무함마드 알리 모스크.

카이로 성채 혹은 살라딘 성채(아랍어: قلعة صلاح الدين)는 이집트 카이로에 있는 중세시대 이슬람식 성채이다. 자세한 위치는 카이로 중심부 근방에 위치한 언덕인 모카탐에 위치하고 있으며, 오늘날에는 무함마드 알리 모스크와 박물관 등 역사적인 사적지를 보존하고 있다.

## 역사
카이로 성채는 1176년에서 1183년 사이 아이유브 왕조의 통치자였던 살라딘에 의해 요새화되었다. 이는 십자군으로부터 보호하기 위해서였다.몇 년 후 파티마 왕조에게 패하고, 살라딘은 카이로와 푸스타트를 둘러싸는 외벽을 축조하기 시작한다. 살라딘은 "외벽이 있으면 나는 두(카이로와 푸스타트) 특별한 구역을 만들 수 있다. 바로 한 군대로 두 도시를 지킬 수 있는 곳이다. 그리고 나는 나일강 둑에서 나일강 둑을 둘러싸는 것은 아주 좋다고 생각한다."이라 말하며 이를 지시했다고 한다.
카이로 성채는 벽의 중앙부에 존재했으며, 모카탐 언덕에서 낮게 튀어나온 곳에 건설했다. 이는 공격하기 매우 어려운 위치에 지어졌으며, 19세기까지 이집트 총독부의 중심부로 남아있다는 것이 이의 효율성을 증명해준다.
성채는 이스마일 총독에 의해 1860년 아브딘 궁전으로 이동하고나서 그 역할을 멈췄다. 성채가 완공된 1183년~1184년에 살라딘이 축조한 성벽은 1238년까지 그가 죽고나서 까지도 계속 지어졌다.
성채의 관개시설은 살라딘이 85 m 짜리요셉의 우물을 지었고, 이는 오늘날까지도 볼 수 있다. 이 우물은 소용돌이의 우물로 잘 알려졌는데, 입구가 300개의 계단으로 구성되어서 우물로 내려갈 수 있게 만들었기 때문이다. 일단 우물에서 샘이 솟으면 이는 상수도를 따라 성채 곳곳에 공급된다고 한다.
수량을 늘리기 위해 맘루크 왕조의 9번째 통치자였던 나시르는 나일강에서 물레방아를 만들어 우물로 보내는 수로 체계를 만들었다.